# Kenza Matoub
Kenza Matoub, née en 1983, est une nageuse algérienne.

## Carrière
Kenza Matoub est médaillée d'argent du relais 4 x 200 m nage libre et médaillée de bronze du relais 4 x 100 m nage libre aux Championnats d'Afrique de natation 2004 à Casablanca.